# Neil Simon
Marvin Neil Simon (Nueva York, 4 de julio de 1927-ibíd., 26 de agosto de 2018) fue un escritor, productor y guionista estadounidense. Fue uno de los más rentables creadores de éxitos en la historia de Broadway, así como uno de los más interpretados escritores del mundo. Es el único escritor en tener cuatro producciones presentándose al mismo tiempo en Broadway y sus obras han sido producidas en docenas de idiomas.

## Biografía
Fue el segundo hijo de Irving y Mamie Simón. La Gran Depresión trajo tiempos difíciles para su familia. Su padre, vendedor de prendas de vestir, se ausentaba periódicamente y dejaba a su madre para apoyar a sus dos hijos trabajando en la tienda departamental de Gimbel y confiando en la familia y amigos. Después del divorcio de sus padres, Simon vivió con sus parientes en Forest Hills, en el vecindario de Queens en la ciudad de Nueva York. Él y su hermano mayor, Danny Simon, desarrollaron una relación muy cercana y durante su adolescencia escribió y vendió a comediantes y programas de radio.
Asistió brevemente a la Universidad de Nueva York (1944-1945) y a la Universidad de Denver (1945-1946), antes de unirse al ejército, donde trabajó en el periódico de la base. Fue su hermano quien lo motivo a seguir escribiendo mientras permanecía en el programa de reservas de la fuerza aérea de los Estados Unidos. Después de ser dado de baja del ejército, Simon obtuvo un trabajo como dependiente de correos en las oficinas de la Warner Brothers en Manhattan, gracias a su hermano que trabajaba en el departamento de publicidad. Ambos empezaron a colaborar otra vez, y de 1947 a 1956 trabajaron como equipo escribiendo comedia para éxitos de televisión. Sus revistas para Camp Tamiment en Pensilvania a principios de los años 1950 llamaron la atención de Sid Caesar, quien contrató a los hermanos para su popular serie de comedia Your Show of Shows (Simon después incorporó sus experiencias dentro de su obra Laughter on the 23th Floor). Su trabajo le hizo ganar dos nominaciones a los Premios Emmy y el aprecio de Phil Silvers, quien lo contrató para escribir en su epónimo sitcom en 1959.
En 1961, la primera obra de Broadway de Simon, Come Blow Your Horn, se estrenó en el teatro Brooks Atkinson, donde tuvo 678 representaciones. Seis semanas antes de su clausura, su segunda producción, el musical Little Me, atrajo reseñas mezcladas. Aunque no pudo atraer a mucho público, Simon ganó su primera nominación a los Premios Tony. En general, obtuvo setenta nominaciones al Tony y ganó tres. También ganó un premio Pulitzer en drama por Lost in Yonkers.
Su prolífica producción incluye comedias ligeras, obscuras, trabajos autobiográficos y libros para comedias musicales. Simon también escribió guiones para más de veinte películas, eso incluye adaptaciones de sus propias obras así como trabajo original, incluyendo The Out-of-Towners, Murder by Death y The Goodbye Girl. Recibió cuatro nominaciones a los premios de la Academia en la categoría de mejor guion.
Simon tenía un doctorado en Letras Humanitarias honorífico de la Universidad de Hofstra y un doctorado honorispito causa del Williams College.

## Obras
- Come Blow Your Horn (1961)
- Little Me (1962)
- Barefoot in the Park (1963)
- The Odd Couple (1965)
- Sweet Charity (1966)
- The Star-Spangled Girl (1966)
- Plaza Suite (1968)
- Promises, Promises (1968)
- The Last of the Red Hot Lovers (1969)
- The Gingerbread Lady (1970)
- The Prisoner of Second Avenue (1971)
- The Sunshine Boys (1972)
- The Good Doctor (1973)
- God's Favorite (1974)
- California Suite (1976)
- Chapter Two (1977)
- They're Playing Our Song (1979)
- I Ought to Be in Pictures (1980)
- Fools (1981)
- Brighton Beach Memoirs (1982)
- Biloxi Blues (1984)
- The Female Odd Couple (1985)
- Broadway Bound (1986)
- Rumors (1988)
- Lost in Yonkers (1991)
- Jake's Women (1992)
- The Goodbye Girl (1993)
- Laughter on the 23rd Floor (1993)
- London Suite (1995)
- Proposals (1997)
- The Dinner Party (2000)
- 45 Seconds from Broadway (2001)

## Guiones
- 1963 - Come Blow Your Horn - Director: Bud Yorkin, guion por Norman Lear (con Frank Sinatra y Lee J. Cobb)
- 1966 - After the Fox - Director: Vittorio DeSica (con Peter Sellers y Victor Mature)
- 1967 - Barefoot in the Park - Director: Gene Saks (con Robert Redford y Jane Fonda)
- 1968 - The Odd Couple - Director: Gene Saks (con Jack Lemmon y Walter Matthau)
- 1969 - Sweet Charity - Director: Bob Fosse (con Shirley MacLaine, Chita Rivera y Sammy Davis Jr.)
- 1970 -  The Out-of-Towners - Director: Arthur Hiller (con Jack Lemmon)
- 1971 - Plaza Suite - Director: Arthur Hiller (con Walter Matthau)
- 1972 - The Last of the Red Hot Lovers - Director: Gene Saks (con Alan Arkin)
- 1972 - The Heartbreak Kid - Director: Elaine May (con Cybill Shepard y Charles Grodin)
- 1975 - The Prisoner of Second Avenue - Director: Melvin Frank (con Jack Lemmon y Anne Bancroft)
- 1975 - The Sunshine Boys - Director: Herbert Ross (con Walter Matthau y George Burns)
- 1976 - Murder by Death - Director: Robert Moore (con Truman Capote, Peter Falk, Alec Guinness, David Niven y Peter Sellers)
- 1977 - The Goodbye Girl - Director: Herbert Ross (con Richard Dreyfuss)
- 1978 - The Cheap Detective - Director: Robert Moore (con Peter Falk, Louise Fletcher, Stockard Channing, Madeline Kahn, John Houseman, Nicol Williamson y Eileen Brennan)
- 1978 - California Suite - Director: Herbert Ross (con Jane Fonda, Alan Alda, Maggie Smith, Michael Caine, Walter Matthau, Richard Pryor y Bill Cosby)
- 1980 - Seems Like Old Times - Director: Jay Sandrich (con Goldie Hawn y Chevy Chase)
- 1982 - I Ought To Be In Pictures - Director: Herbert Ross (con Walter Matthau)
- 1982 - Sonny Boys - Director: Rolf von Sydow (con Carl-Heinz Schroth y Johannes Heesters)
- 1983 - Max Dugan Returns - Director: Herbert Ross (con Matthew Broderick, Marsha Mason, Jason Robards, Kiefer Sutherland y Donald Sutherland)
- 1984 - The Lonely Guy - Director: Arthur Hiller (con Steve Martin)
- 1985 - The Slugger's Wife - Director: Hal Ashby (con Michael O'Keefe y Rebecca De Mornay)
- 1988 - Biloxi Blues - Director: Mike Nichols (con Matthew Broderick y Christopher Walken)
- 1991 - The Marrying Man - Director: Jerry Rees (con Kim Basinger y Alec Baldwin)
- 1993 - Lost in Yonkers - Director: Martha Coolidge (con Richard Dreyfuss)
- 1995 - The Sunshine Boys - Director: John Erman (con Woody Allen y Peter Falk)
- 1998 - The Odd Couple II - Director: Howard Deutch (con Jack Lemmon y Walter Matthau)
- 2001 - Sonny Boys - Director: Jörg Hube (con Werner Schneyder y Dieter Hildebrandt)
- 2004 - The Goodbye Girl (con Patricia Heaton y Jeff Daniels para TNT)

## Premios y distinciones
Óscar
| Año  | Categoría            | Película           | Resultado |
| ---- | -------------------- | ------------------ | --------- |
| 1969 | Mejor guion adaptado | La extraña pareja  | Nominado  |
| 1976 | Mejor guion adaptado | La pareja chiflada | Nominado  |
| 1978 | Mejor guion original | La chica del adiós | Nominado  |
| 1979 | Mejor guion original | California Suite   | Nominado  |